# Eparchia di Krasnoslobodsk

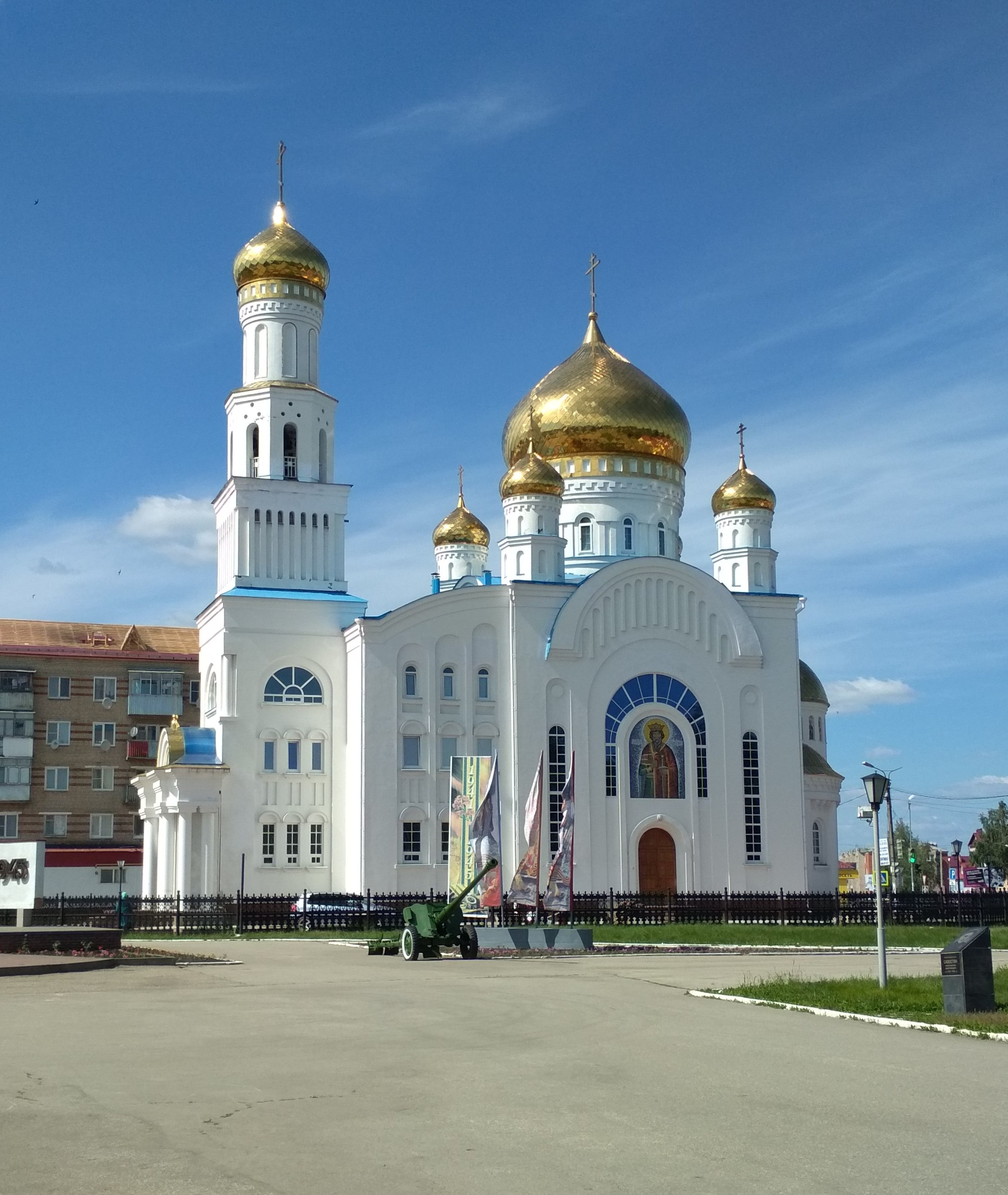
La cattedrale della Resurrezione di Krasnoslobodsk.

L'eparchia di Krasnoslobodsk (in russo Краснослободская епархия?) è una diocesi della Chiesa ortodossa russa, appartenente alla metropolia di Mordovia.

## Territorio
L'eparchia comprende i rajon Atjur'evskij, El'nikovskij, Zubovo-Poljanskij, Krasnoslobodskij, Starošajgovskij, Temnikovskij, Ten'guševskij e Torbeevskij in Mordovia.
Sede eparchiale è la città di Krasnoslobodsk, dove si trova la cattedrale della Resurrezione.
L'eparca ha il titolo ufficiale di «eparca di Krasnoslobodsk e di Temnikov».

## Storia
L'eparchia è stata eretta dal Santo Sinodo della Chiesa ortodossa russa il 30 maggio 2011, ricavandone il territorio dall'eparchia di Saransk.
Il 6 ottobre 2011 è entrata a far parte della metropolia di Mordovia.